# Dambulla
Dambulla (singalski: දඹුලු; tamilski: தம்புள்ளை, Tampuḷḷai; ranije poznata kao Dhamballai) je naselje u središnjoj provinciji Šri Lanke, 148 km sjeveroistočno od Colomba i 72 km sjeverno od Kandyja, s oko 65.000 stanovnika. Dambulla je najpoznatiji po kompleksu budističkih hramova u spiljama, osobito po tzv. Zlatnom hramu" koji je upisan na UNESCO-ov popis mjesta svjetske baštine u Aziji i Oceaniji 1991. godine; ali i po najvećem nalazištu ružičastog kvarca u Južnoj Aziji i prašumi s takozvanim "željeznim drvećem". Tu su također i redovničke upravne zgrade, hram bo-stabla, dagoba i do sada najranije poznato naselje u Šri Lanki.

## Povijest
Ovo područje je naseljeno još od prapovijesti, o čemu svjedoči nedavni pronalazak megalitskog groblja u obližnjem selu Ibbankatuwa. No, u 3. stoljeću pr. Kr. nastaju najstariji budistički špiljski hramovi, isklesani u erozivnim stijenama velike geološke važnosti. Neki kipovi i slike u spiljama potječu još iz 1. stoljeća pr. Kr. Umjetnička djela obnavljana su redovito: u 11., 12. i 18. stoljeću. Tada su neke špilje proširene i izgrađeni su monumentalni ulazi od opeke. Koncem 12. stoljeća kralj Nissanka Malla je dao isklesati skulpture u špiljama gornje terase, po uzoru na starije rezbarije, i spilje su dobile sadašnji opći oblik i izgled.
Spilje su nekada služile kralju Valagambi (Vattagamini Abhaya) kao utočište u vrijeme njegovog izbjeglištva iz Anuradhapure, kad je taj grad bio pod indijskom okupacijom. Pored toga, redovnici su ga štitili od protivnika. Kad se Valagamba vratio na prijestolje, u znak zahvalnosti sagradio je veliki hram.
U 18. stoljeću su sve obojane površine unutar špilja ponovno oslikane ili prebojane u stilu karakterističnim za Kandy školu arhitekture. U to vrijeme su i obojane skromne budističke figure u špiljama uz održavanje izvornih pojedinosti i ikonografije. Također su ulazi obnovljeni i formira se natkrivena vanjska veranda. Tijekom 19. stoljeća, nakon gubitka kraljevskog pokroviteljstva 1815. godine, povremeno se obavljalo bojenje skulptura, ali i narušavanje ulaznih građevina.

## Spiljski hramski kompleks
U spiljama Dambulle je oko 80 spiljskih hramova, od toga je pet velikih, međusobno povezanih u tzv. "Zlatni hram". To je najveći i najbolje očuvan kompleks spiljskih hramova u Šri Lanki. U velikom broju hramova nalaze se povijesne zidne slike i kipovi. Ukupno, u hramovima postoje 153 Budine statue, tri kipa kraljeva i četiri kipa bogova i boginja. Od toga su dva hinduistička boga (Višnu i Ganeš) koji su iz 12. stoljeća. Zidne slike s površinom od 2.100 m2 prikazuju Budin život, između ostalog Budinu kušnju demona Mare, kao i prvu Budinu propovijed.
- Glavni ulaz u kompleks hramova
- Ulaz u Zlatni hram
- Stupa sa skulpturama Bude
- Ležeći Buda
- Stupa u Dambulli

## Poveznice
- Seokguram, Južna Koreja
- Špilje Yunganga, Kina
- Longmen špilje, Kina
- Mogao špilje, Kina

## Vanjske poveznice
- Unesco World Heritage (engl.)
- Fotoreportaža